# «Русские» роты и батальоны НОАЮ

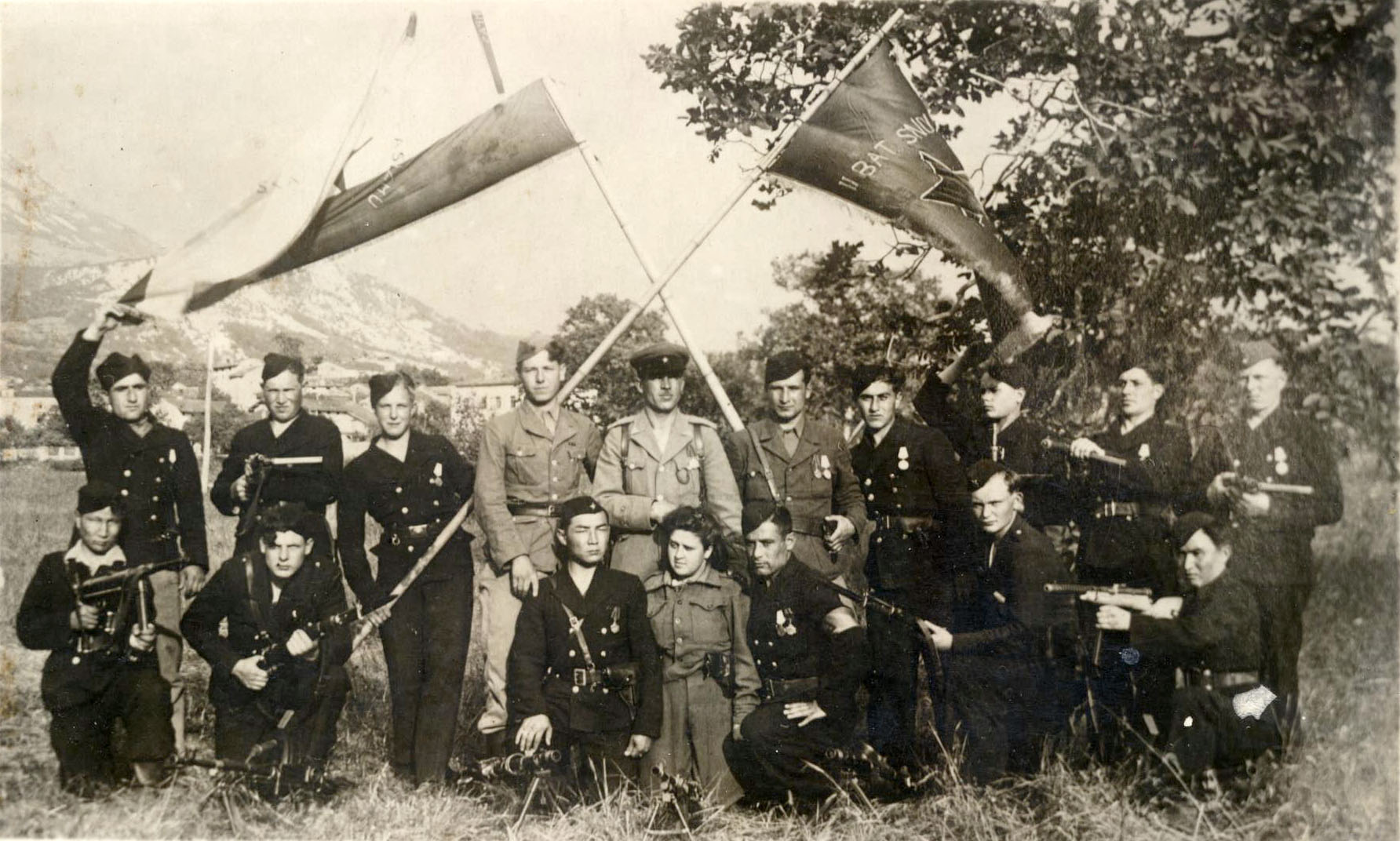
Группа бойцов и командиров 2-го «русского» батальона 18-й Словенской ударной Базовицкой бригады, май 1945 года

«Русские» роты и батальоны (сербохорв. ruski čete i bataljoni) Народно-освободительной армии Югославии (НОАЮ) — партизанские подразделения в составе НОАЮ во время Второй мировой войны, состоявшие полностью или частично из граждан СССР. Наименование подразделений не связано с их национальным составом. По установившейся традиции Советский Союз за рубежом называли Россией. В действительности же «русские» партизанские формирования состояли из представителей многочисленных национальностей Советского Союза.
В составе НОАЮ действовало около 30 формирований уровня рота — батальон. Наиболее крупными по численности и известными являлись «русские» батальоны 18-й Словенской Базовицкой, Осиекской и 7-й Воеводинской ударных бригад.

## Общие сведения о количестве и составе формирований
В составе НОАЮ в разное время действовало в общей сложности около 30 формирований уровня рота — батальон. Эта численность не была постоянной. Многие формирования из советских людей передавались на пополнение в другие «русские», а иногда и югославские подразделения. Некоторые из них в связи с укрупнением, переформированием и переходом в другие части изменяли свои первоначальные названия. Часть из подразделений расформировывалась по разным причинам. Совместная операция советских войск и НОАЮ по освобождению Белграда явилась для многих подразделений окончанием их боевой деятельности. С ноября — декабря 1944 года до мая 1945 года участвовали в боевых действиях на территории Югославии в составе НОАЮ 15 «русских» формирований.
Состав бойцов «русских» подразделений можно условно разделить на три основные категории: бывшие военнопленные, остарбайтеры и перебежчики из частей вермахта, сформированных из граждан СССР. Кроме них в «русских» подразделениях НОАЮ встречались люди разного этнического происхождения. Среди них были русские эмигранты — бывшие белогвардейцы, а также некоторая часть украинцев и русинов — граждан Югославии.
Командный состав «русских» подразделений был как смешанным (советско-югославским), так и полностью советским. Большинство командиров были офицерами. Югославские офицеры были в «русских» формированиях комиссарами, а иногда начальниками штабов.
Общей тенденцией для «русских» подразделений НОАЮ было постоянное увеличение их численного состава за счёт пополнения советскими людьми, бежавшими из нацистской неволи, а также в связи с курсом югославского командования на сосредоточение и консолидацию в отдельных формированиях советских граждан, сражавшихся в определённых районах или воинских частях, где уже действовали «русские» подразделения.
Количественный состав «русских» батальонов, рот, взводов и отделений на протяжении всей войны изменялся и в среднем насчитывал соответственно: 150—280; 50—120; 20—50; 10—15 человек. В связи с постоянным увеличением числа советских людей в Югославии и сосредоточением их в «русских» подразделениях, характерным был процесс укрупнения формирований: отделения развертывались во взводы, взводы — в роты, роты — в батальоны.

## Создание и развитие «русских» подразделений
До капитуляции Италии в составе НОАЮ не было формирований, состоящих из граждан СССР. Первоначально советские граждане были рассредоточены по многим бригадам и партизанским отрядам. В связи с увеличением численности советских бойцов Верховный штаб НОАЮ стал сводить их в однородные по составу формирования. В них объединялись советские граждане, действовавшие с конца 1942 — начала 1943 года в составе одного партизанского отряда, одной части или соединения НОАЮ. Так в партизанских войсках появились «русские» отделения, взводы, роты и батальоны. Они имелись на территории всех шести будущих национальных республик Югославии. Все формирования советских людей входили в состав частей НОАЮ и полностью подчинялись югославскому командованию.
Первые такие подразделения появились в октябре — декабре 1943 года. К 27 октября в 18-й Словенской бригаде 30-й дивизии формируется «русская» рота численностью до 80 человек из советских военнопленных, бежавших из немецких лагерей на территории Италии. Из числа пленных красноармейцев, бежавших из немецкого лагеря в городе Бихач на северо-западе Боснии и Герцеговины, в конце ноября — начале декабря 1943 года в 1-й бригаде (сербохорв. Šesta NOU brigada Hrvatske) 13-й Приморско-Горанской дивизии формируется так называемая «рота черкесов» (сербохорв. Četa Čerkeza). В состав роты вошло около 80 бойцов. Следующим стал «русский» батальон из бывших красноармейцев, численностью около 50 бойцов, бежавших из лагеря на территории Греции, сформированный 14 декабря в 1-й Македонско-Косовской бригаде. Формирование проводилось на горе Каймакчалан, расположенной на границе Вардарской Македонии с Грецией. «Русская» рота была образована в декабре 1943 года в составе 3-го батальона 1-й Воеводинской бригады. В это же время аналогичная рота создается в 4-й Черногорской пролетарской бригаде, а также в Пожаревацком партизанском отряде в Восточной Сербии из числа бывших пленных красноармейцев, бежавших из четнической Голубацкой бригады капитана Крсто Рончевича (сербохорв. Rončević).

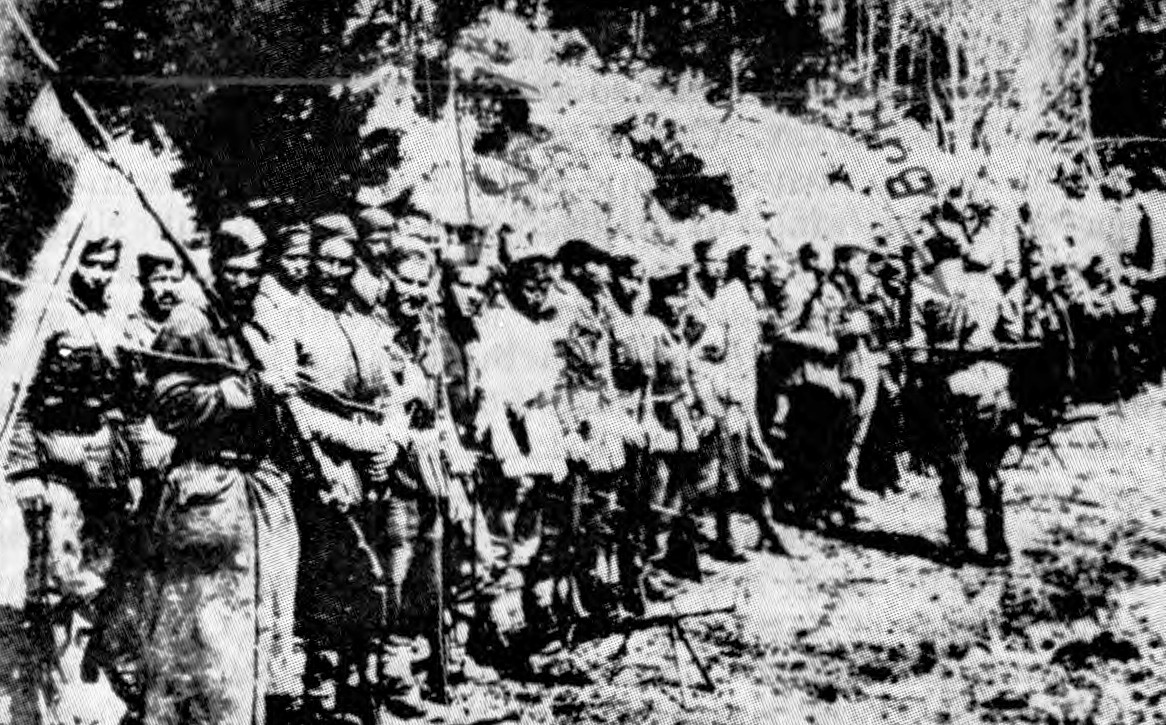
«Русская» рота 3-й Словенской бригады, 1944 год

В 1944 году роты и батальоны из граждан СССР преобладали среди новосформированных иностранных подразделений НОАЮ. Наряду с образованием новых подразделений происходило укрепнение уже действующих. Большую часть советских бойцов составляли бывшие военнопленные и принудительные рабочие. Ряды советских партизан дополняли и перебежчики из вермахта. По данным Белградского военно-исторического института, в общей сложности в 1944 году было сформировано 13 партизанских рот и 7 батальонов. Так называемые «русские» роты были созданы в Жумберакско-Посавском партизанском отряде, 1-й Краинской ударной бригаде, 1-й Косовско-Метохийской бригаде, Мославинском партизанском отряде, 1-й Мославинской бригаде, 1-й Истрийской бригаде «Владимир Гортан», 14-й Сербской бригаде, 15-й Маевицкой бригаде, 3-й Словенской бригаде «Иван Градник», 13-й ударной бригаде «Раде Кончар», Осиекской бригаде, 16-й Молодёжной бригаде «Йоже Влахович», 25-й Бродской бригаде, Ибарском и Посавском партизанских отрядах.
В феврале 1944 года был образован 2-й «русский» батальон 18-й Словенской Базовицкой бригады 30-й дивизии 9-го Словенского корпуса. В марте того же года его пополнили «русской» 4-й ротой 3-го батальона 19-й бригады «Сречко Косовел» 30-й Словенской дивизии.
13 марта 1944 года в селе Рокитница возле города Рибница в составе 9-й Словенской ударной бригады 18-й дивизии 7-го корпуса сформирован 5-й «русский» батальон.
В конце апреля 1944 года из граждан СССР — красноармейцев, бежавших из концентрационных лагерей, а также перебежчиков из русских воинских формирований вермахта — формируется «русский» батальон Туропольско-Посавского партизанского отряда. Первоначально он состоял из 2-х, а позже и 3-х рот общей численностью около 240 бойцов. 26 июля 1944 этот батальон был передан для усиления в состав бригады «Франьо Oгулинац Сельо» и распределён между её 1-м, 2-м и 3-м батальонами. «Русские» роты в структуре батальонов этой бригады получили четвёртые порядковые номера.
Из бывших военнопленных в апреле 1944 года создан 5-й «русский» батальон 1-й Ликской пролетарской бригады. Это подразделение просуществовало недолго и было расформировано 17 мая 1944 года. 2 июля 1944 года в районе Босутских лесов между сёлами Батровци и Липовац из красноармейцев, бежавших из немецкого плена в составе 7-й Воеводинской бригады был сформирован «русский» батальон (вначале имел 3-й номер, затем 4-й). Он состоял из трёх рот общей численностью около 250 солдат. В ноябре 1944 года батальон был направлен в состав 52-й стрелковой дивизии 68-го стрелкового корпуса по просьбе штаба 3-го Украинского фронта.

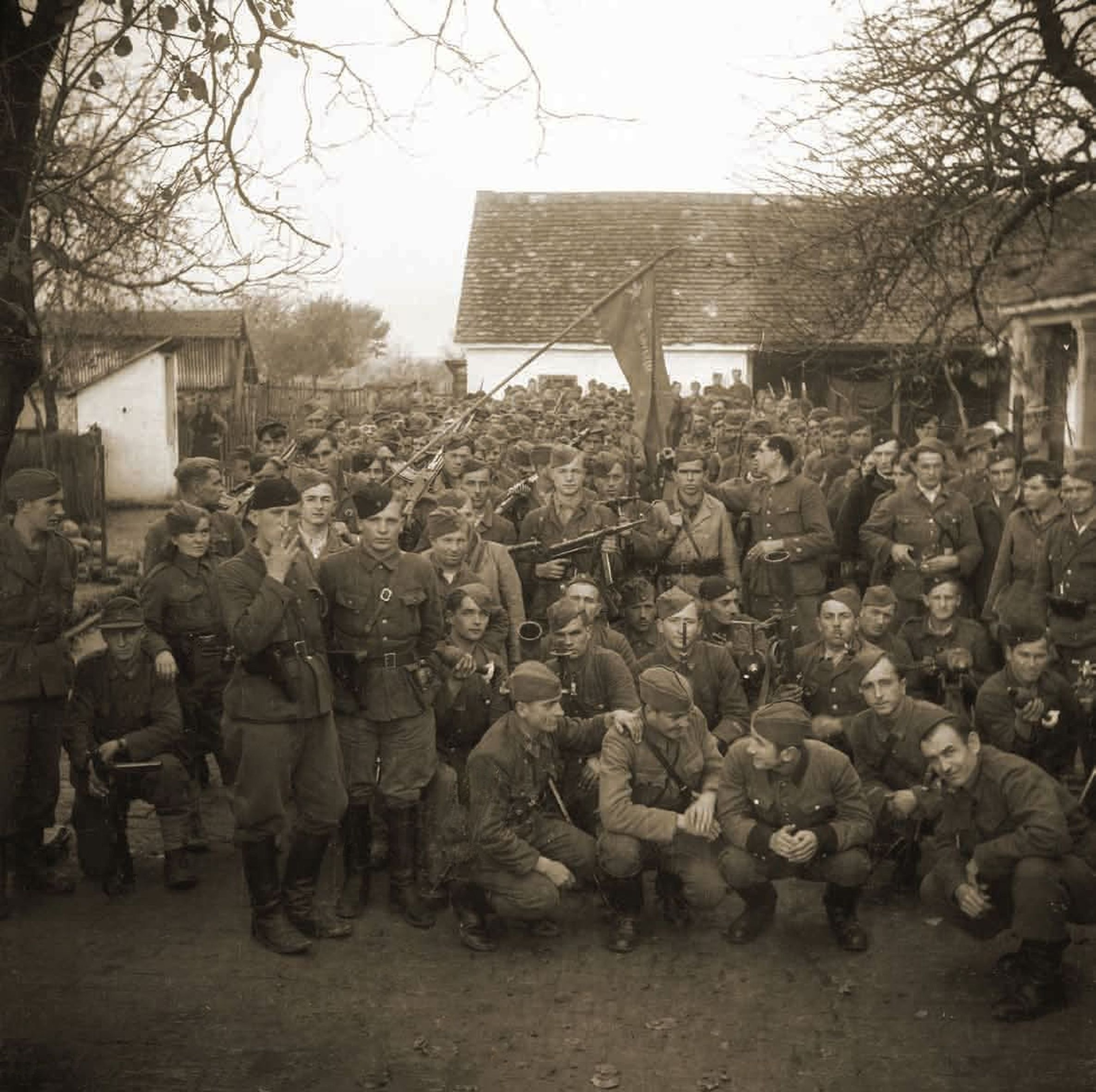
«Русский» батальон Осиекской ударной бригады, Славония, осень 1944 года

2 августа 1944 года в Осиекской бригаде 12-й Славонской дивизии из числа советских бойцов созданной в мае 1944 года «русской» роты был сформирован 4-й батальон. Сначала он состоял из 138 человек, а в декабре 1944 года насчитывал уже около 250 человек. В январе 1945 года большая часть советских бойцов перешла в расположение Красной армии на Вировитицком плацдарме.
Из бывших красноармейцев, бежавших 26—27 ноября 1944 года из немецкого 21-го горного армейского корпуса и вступивших в состав НОАЮ, 29 ноября вблизи Подгорицы (Титоград) создан 5-й «русский» батальон 5-й Пролетарской Черногорской ударной бригады. Он имел четыре роты общей численностью около 140 бойцов. В феврале 1945 года личный состав батальона был отправлен в Белград в расположение Красной армии.
Из граждан Советского Союза в конце войны сформировали 1-ю Русскую ударную бригаду. Она была создана 5 мая 1945 года на базе 2-го батальона 18-й Словенской ударной Базовицкой бригады 30-й дивизии 9-го корпуса НОАЮ в селе Шемпас в районе города Нова-Горица. В состав бригады были включены около 600 советских бойцов 9-го корпуса. После образования бригада участия в боевых действиях не принимала. Её личный состав был отправлен через Любляну и Белград в Советский Союз. В конце войны постепенно были расформированы и другие подразделения Народно-освободительной армии, состоящие из советских граждан.
В частях НОАЮ было сформировано ряд подразделений из граждан сразу нескольких стран. Их называли международными. Первое такое формирование возникло в ноябре 1943 года в Словении, в районе города Толмин, из числа граждан Советского Союза и югославов (словенцев, сербов и хорватов) в формате международного батальона 18-й Словенской бригады. Батальон имел три роты — «русскую», сербо-хорватскую и словенскую. Впоследствии «русская» рота международного батальона была преобразована во 2-й «русский» батальон 18-й Словенской бригады.
В конце войны образованы ещё три международных батальона, состоящих из граждан разных государств. 18 апреля 1945 года в 1-й Словенской ударной бригаде «Тоне Томшич» недалеко от города Целе сформировали международный 4-й батальон численностью 170 бойцов. Десять дней спустя, 28 апреля 1945 года на Чрни-Врху в долине Савини был сформирован международный батальон 11-й Словенской бригады «Милош Зиданшек». Он именовался «русским» и состоял из 148 человек (расформирован 11 мая 1945 года). 1 мая в селе Миклавж-при-Табору, расположенном недалеко от города Жалец, сформировали международный 3-й батальон 6-й Словенской бригады «Славко Шландер». Он насчитывал 147 бойцов. В этих международных батальонах состояли советские граждане, австрийцы, поляки, венгры, югославы и другие.
8 мая 1945 года словенские партизаны освободили узников концлагеря Лойбль-Юг и принудительных рабочих, задействованных нацистским режимом на строительстве туннеля Лойбль. В тот же день освобождённые сформировали польско-русскую партизанскую роту «Старего» под командованием Йозефа Ржетельского (Jozef Rzetelsky), в состав которой вступили 75 поляков, 20 русских, а так же лица других национальностей.

## Оценки боевой деятельности
«Русские» роты и батальоны НОАЮ действовали в соответствии с задачами и приказами югославского командования. В публикациях содержится много сведений об участии советских бойцов в наступательных и оборонительных боях, боевых действиях на коммуникациях противника (есть много сообщений о действиях «русских» подразделений на основных линиях коммуникаций, связывающих Белград и Загреб, Скопье и Салоники, Триест и Любляну). Они штурмовали города и опорные пункты неприятеля, устраивали засады на дорогах, нападали на транспортные колонны, уничтожали мосты и эшелоны, средства связи и железнодорожное полотно. Словом, делали всё то, что и их югославские товарищи.
Противостояние с сильным противником, зачастую превосходящим партизанские части по численности, огневой мощи и организации, определяло активный и манёвренный характер военных действий частей НОАЮ и их советских подразделений. Опубликованные материалы содержат многочисленные сообщения об участии советских бойцов из состава Базовицкой, 7-й Воеводинской, Осиекской и других бригад в рейдах, переходах, маршах и походах.
«Русские» формирования часто действовали в условиях горной, покрытой лесом местности, в отрыве от своих главных сил. Имеются примеры проявления инициативы, мужества и боевого мастерства командиров и солдат в условиях быстроменяющейся обстановки, захвата и удержания ими господствующих высот, элементов транспортной инфраструктуры, нанесения манёвренных ударов с заходом в тыл неприятеля. Есть много свидетельств действий «русских» подразделений на основных, решающих участках борьбы.
Согласно отчёту штаба 9-го Словенского корпуса, 2-й батальон Базовицкой бригады трижды спасал весь корпус в сложных ситуациях.
Штаб 6-го Славонского корпуса в отчёте Главному штабу народно-освободительной армии и партизанских отрядов (НОАиПО) Хорватии отметил всю «русскую роту, которая своими контратаками на противника наибольше способствовала выходу из окружения подразделений Осиекской бригады», попавшей в засаду домобран 29 мая 1944 года на участке между селами Чаглин и Мигаловци.
«За блестящую победу над гарнизоном противника» был отмечен благодарностью югославского командования весь личный состав «русской» роты 8-й Краинской бригады. Многих бойцов представили к наградам, а командир роты А. А. Болотов был награждён орденом Партизанской Звезды III степени.
Штаб ударной бригады «Франьо Огулинац Сельо» несколько раз сообщал в своих донесениях в вышестоящие штабы о том, что в боях отличились бойцы «русской» роты 1-го батальона. В разных оперативных документах соединений и частей НОАЮ слова — «Особенно проявила себя в бою русская рота, русский батальон» — встречаются довольно часто.
О боевых заслугах бойцов «русских» формирований свидетельствуют полученные ими награды. Более 250 воинов 1-й Русской ударной бригады отмечены югославскими орденами и медалями. Всего орденами и медалями СФРЮ награждены более 500 советских бойцов.

## «Русские» батальоны
Согласно сведениям историка Т. С. Бушуевой, батальоны, сформированные из граждан СССР, действовали в составе следующих бригад и партизанских отрядов:
- Осиекской бригады (4-й батальон[К 7]) — 350—380 человек;
- 1-й Ликской пролетарской бригады[серб.] (5-й батальон) — 150 человек;
- 1-й Македонско-Косовской бригады — 160 человек;
- 5-й Македонской бригады 49-й дивизии 15-го корпуса (1-й батальон) — 230 человек;
- 5-й Пролетарской Черногорской ударной бригады[серб.] (5-й батальон) — 180—200 человек;
- 7-й Воеводинской бригады 51-й дивизии 12-го корпуса — 250 человек;
- 9-й Словенской ударной бригады 18-й дивизии 7-го корпуса — 180—190 человек;
- 11-й Словенской бригады «Милош Зиданшек» (при формировании Похорская бригада)[33];
- 16-й Македонской бригады 42-й дивизии 16-го корпуса — 150—180 человек;
- 18-й Словенской ударной Базовицкой бригады (2-й батальон) — 400 человек;
- 19-й Словенской ударной бригады «Сречко Косовел»[словен.] 30-й Словенской дивизии — 120—150 человек[К 8];
- Бригады «Франьо Oгулинац Сельо»[серб.] — 210—240 человек;
- Западно-Каринтийского партизанского отряда — 100—130 человек;
- Туропольско-Посавского партизанского отряда (3-й батальон)[36];
- Козьянского партизанского отряда[словен.] — 120 человек[37].

## «Русские» роты
«Русские» роты существовали в составе:
- Вировитицкой бригады 40-й дивизии 6-го Славонского корпуса — 60 человек;
- Осиекской бригады (3-я рота 3-го батальона) — 61 человек (на 29.12.1944 года);
- 1-й Воеводинской бригады[серб.] (3-й батальон) — 80—100 человек;
- 1-й Краинской ударной бригады;
- 1-й Косовско-Метохийской бригады[серб.];
- 1-й Истрийской бригады «Владимир Гортан» (2-я рота 2-го батальона) — 70—80 человек (на 10.1944 года);
- 1-й Мославинской бригады — 90 человек (на 20.10.1944 года);
- 1-й бригады 13-й Приморско-Горанской дивизии 11-го Хорватского корпуса — 80—100 человек;
- 1-й Словенской ударной бригады «Тоне Томшич»;
- 2-й Македонской бригады 41-й дивизии;
- 3-й Воеводинской бригады 36-й дивизии 12-го Воеводинского корпуса — 70—80 человек;
- 3-й Словенской бригады «Иван Градник» — 80—100 человек;
- 4-й Пролетарской Черногорской бригады — 50—70 человек;
- 6-й Краинской ударной бригады[38];
- 8-й Краинской ударной бригады[серб.] 10-й дивизии 5-го корпуса;
- 11-й Словенской бригады «Милош Зиданшек» — 70—90 человек;
- 13-й ударной бригады «Раде Кончар» — 80 человек;
- 13-й бригады «Мирко Брачич» 14-й дивизии 4-й оперативной зоны Словении — 50 человек;
- 14-й Сербской бригады 23-й дивизии 14-го Сербского корпуса (3-я рота 4-го батальона) — 80—85 человек;
- 15-й Маевицкой бригады[серб.] — 30—50 человек;
- 16-й Молодежной бригады «Йожа Влахович»[серб.] — 70—90 человек (на 05.1944 года);
- 18-й Словенской «Базовицкой» бригады (2-й батальон);
- 19-й Словенской бригады «Сречко Косовел»[словен.] (4-я рота 3-го батальона) 30-й Словенской дивизии — 70 человек (март 1944)[39];
- 25-й Бродской ударной бригады (3-я рота 2-го батальона) — 50 человек (09.1944 года)[40][41];
- Жумберакско-Посавского партизанского отряда;
- Ибарского партизанского отряда — 70—110 человек;
- Мославинского партизанского отряда;
- Пожаревацкого партизанского отряда — 50—80 человек;
- Посавского партизанского отряда 6-го Славонского корпуса[К 9];
- Туропольско-Посавского партизанского отряда;
- 1-го батальона бригады «Франьо Огулинац Сельо»;
- 2-го батальона бригады «Франьо Огулинац Сельо»;
- 3-го батальона бригады «Франьо Огулинац Сельо»[36].

## Известные командиры
- Санжа Учурович Авюсов (в документах военного времени пишется Авьюсов), гвардии младший политрук, командир роты 13-й ударной бригады «Раде Кончар»[43].
- Иван Васильевич Барсуков, мл. лейтенант, командир 3-го батальона 5-й Македонской бригады[44].
- Анатолий Алексеевич Болотов, лейтенант, командир роты 8-й Краинской ударной бригады[9][45].
- Алексей Гаврилов, лейтенант, командир батальона 9-й Словенской ударной бригады 18-й дивизии 7-го корпуса[21].
- Павел Максимович Гутиков, сержант, командир роты Осиекской бригады[46].
- Джуаншер Иванович Джеджелава, ст. лейтенант, заместитель командира роты 1-й Ликской пролетарской бригады[47].
- Анатолий Игнатьевич Дьяченко, командир 2-го «русского» батальона 18-й Словенской ударной Базовицкой бригады, командир 1-й Русской ударной бригады[48].
- Матвей Павлович Жуков, старшина, командир 3-й роты 2-го батальона 25-й Бродской ударной бригады[49];
- Николай Алексеевич Монтыков, младший лейтенант, командир роты, заместитель командира батальона 1-й бригады 13-й Приморско-Горанской дивизии[50][51][43].
- Пётр Максимович Оранский, капитан, командир батальона 7-й Воеводинской ударной бригады[52].
- Бейсен Акимович Раисов, сержант, командир 2-го батальона 18-й Словенской ударной Базовицкой бригады[53].
- Иван Фирсов, капитан, командир батальона Туропольско-Посавского партизанского отряда[54].
- Джавад Атахалил оглы Хакимли, старший лейтенант, командир роты 3-й Словенской ударной бригады, начальник штаба 2-го батальона 18-й Словенской ударной Базовицкой бригады[55].